# Мяґісте
Мя́ґісте (ест. Mägiste küla) — село в Естонії, у волості Отепяе повіту Валґамаа.

## Населення
Чисельність населення на 31 грудня 2011 року становила 24 особи.

## Історія
До 21 жовтня 2017 року село входило до складу волості Санґасте повіту Валґамаа.